# Cardiocondyla emeryi
Cardiocondyla emeryi är en myrart som beskrevs av Auguste-Henri Forel 1881. Cardiocondyla emeryi ingår i släktet Cardiocondyla och familjen myror.

## Underarter
Arten delas in i följande underarter:
- C. e. emeryi
- C. e. fezzanensis
- C. e. schatzmayri

## Bildgalleri

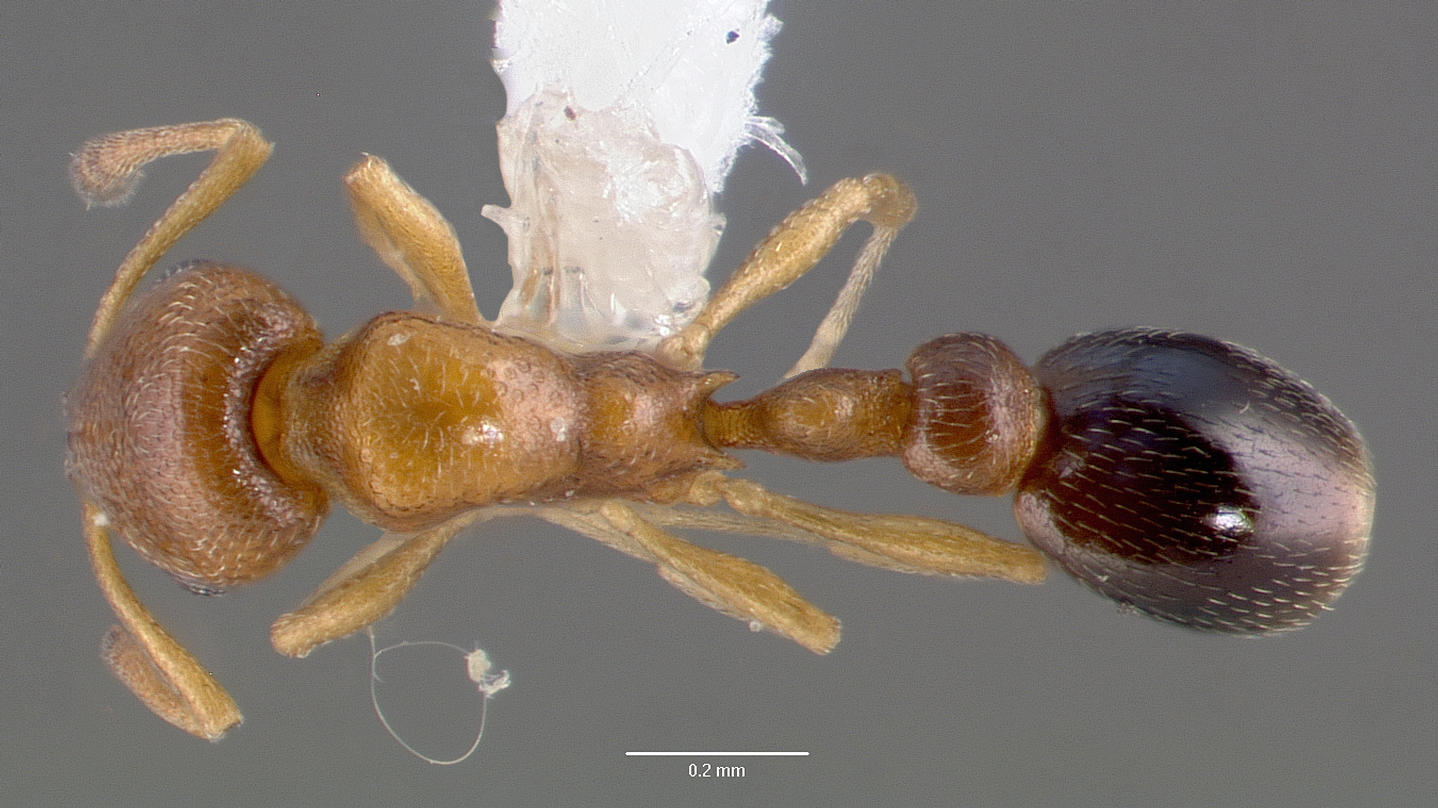
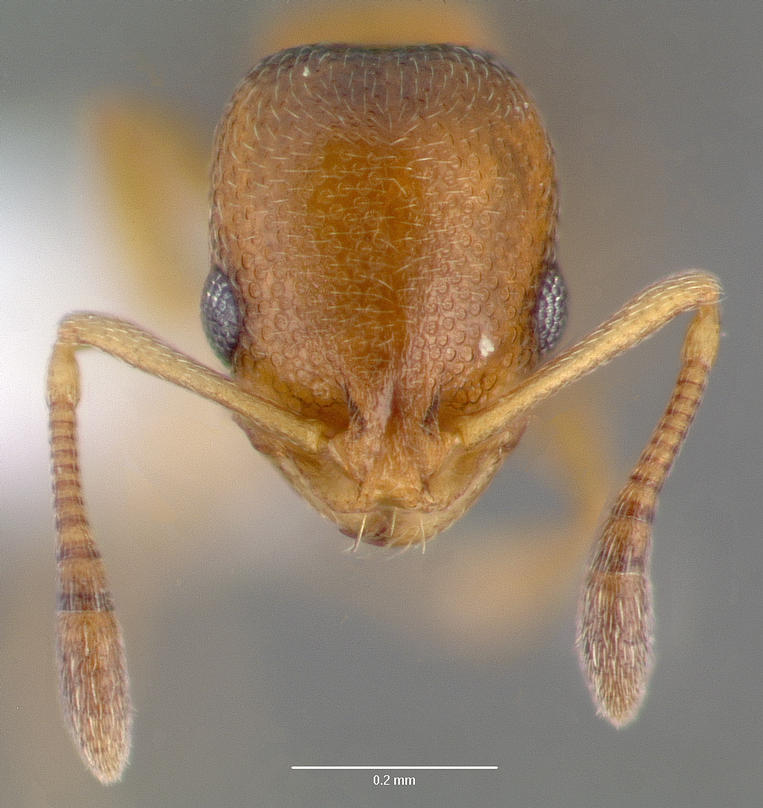
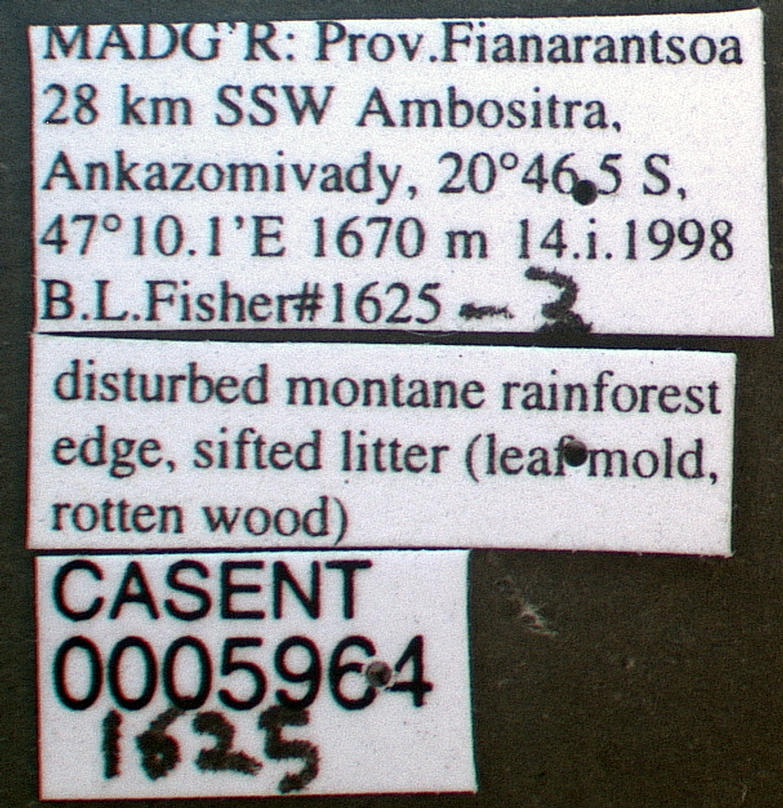
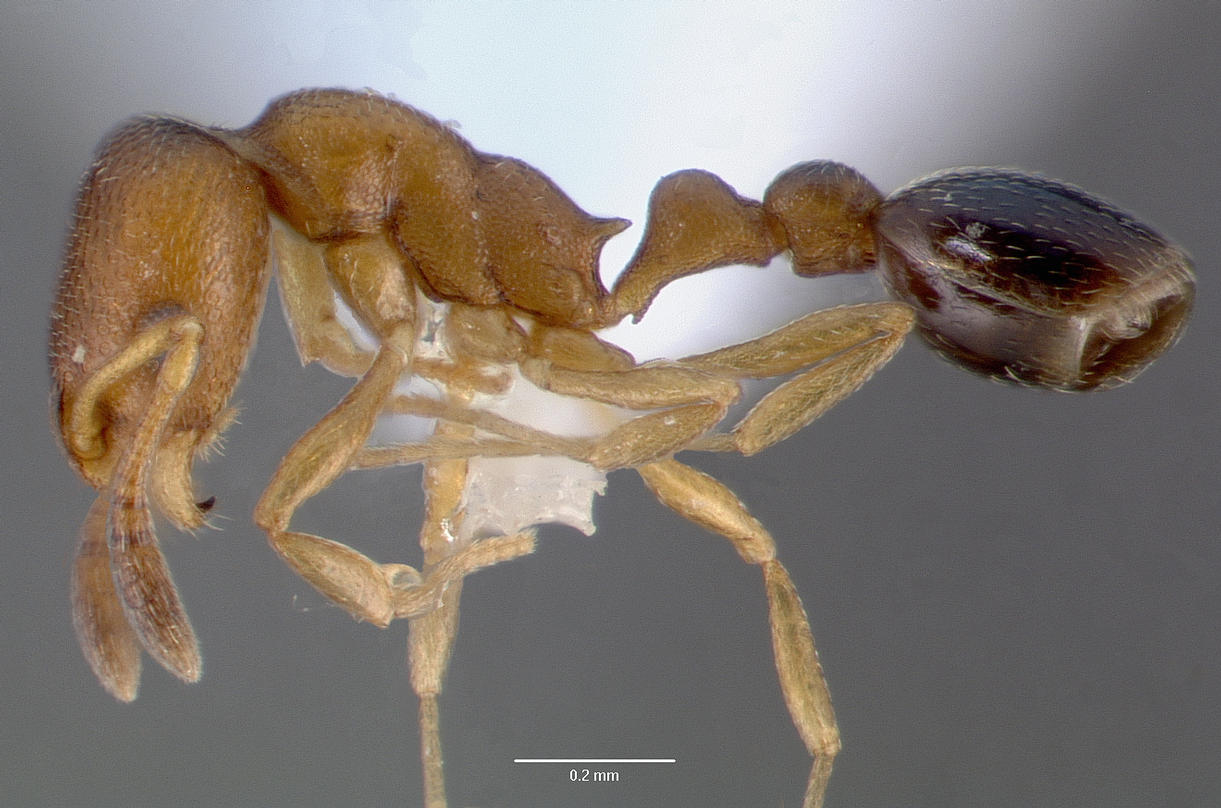
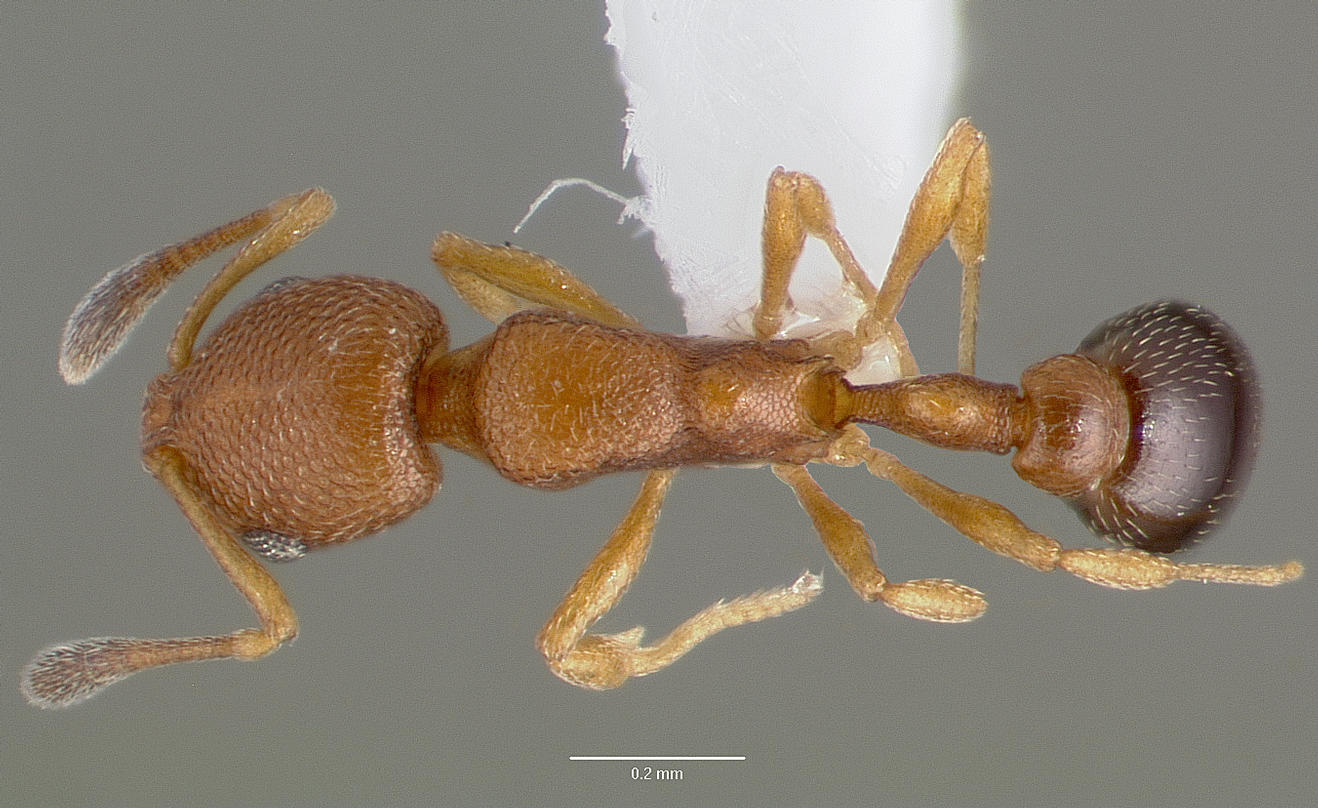
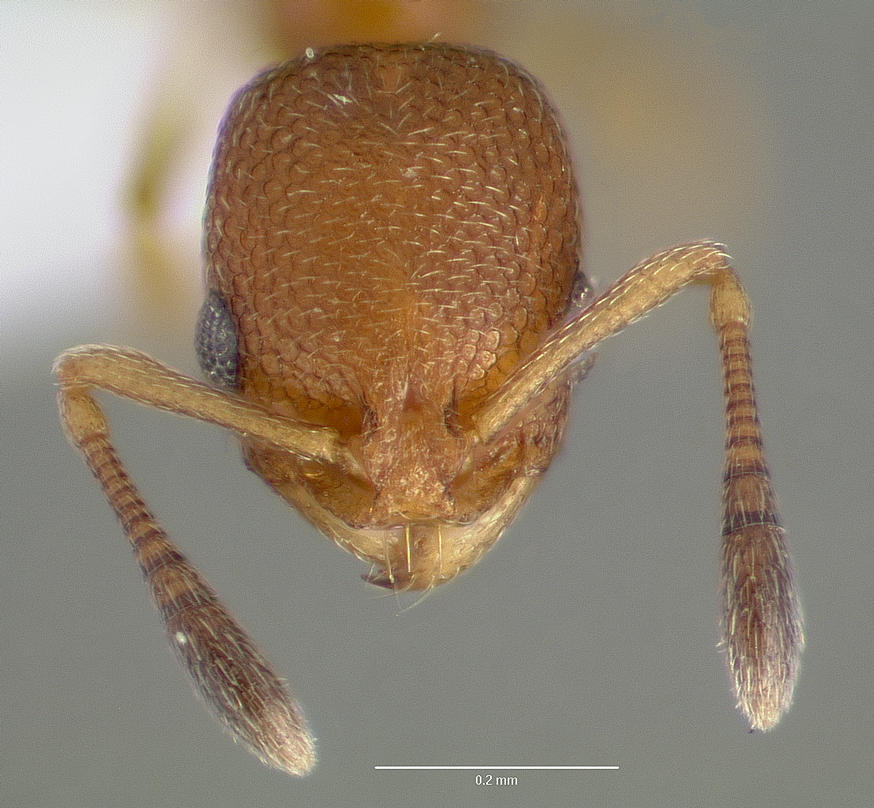